# Трилогия Писарро
«Трилогия Писарро» (исп. Trilogía de los Pizarros) — историческая трилогия испанского драматурга Тирсо де Молины о братьях Писарро, включающая три драмы — «Единая цель решает все», «Американские амазонки», «Верность в борьбе с завистью». Первая пьеса рассказывает о Франсиско Писарро, вторая — о Гонсало, третья — об Эрнандо. Трилогия была создана в 1626—1631 годах в Трухильо. Литературоведы отмечают, что при историческом размахе описываемых событий «частные и личные интересы героев» практически заслоняют более общую проблематику.